# David Webster
David Webster (Rhodézia, 1944. december 1. – Johannesburg, 1989. május 1.) dél-afrikai kulturális antropológus, polgárjogi harcos volt, akit az apartheid rendszer gyilkoltatott meg.

## Élete
David Joseph Webster 1945-ben született Észak-Rhodéziában, ahol apja rézbányászként dolgozott. Felsőfokú tanulmányait a dél-afrikai Grahamstownban működő Rhodes-egyetemen végezte, ahol részt vett a diákpolitikában. 1970-ben kezdett kulturális antropológiát tanítani a witwatersrandi egyetemen. Doktori munkája a mozambiki bevándorló munkásokkal foglalkozott. 1976-ban meghívták a manchesteri egyetemre vendégelőadónak két évre.
Webster, különösen az 1980-as években, aktívan politizált a polgárjogi mozgalmakban. Azoknak a szabadon bocsátását követelte, akiket politikai okból, tárgyalás nélkül tartottak őrizetben. 
Webster 1989. május 1-jén a vásárlásból érkezett haza, amikor saját háza előtt vadászpuskával agyonlőtték. A merénylők 40 ezer dél-afrikai randot kaptak a Polgári Együttműködési Iroda elnevezésű kormányzati ügynökségtől. A ravaszt meghúzó Ferdi Barnard-t 1998-ban két életfogytiglanra és 63 év börtönbüntetésre ítélte a bíróság.

## Emlékezete
A ház, ahol Webster partnerével, Maggie Friedmannal élt, és amely előtt meggyilkolták, a polgárjogi harcosra emlékező díszítést kapott. Halálának huszadik évfordulóján egy közeli parkot neveztek el róla. 1992-ben a witwatersrandi egyetem egy új épületrészt nevezte el róla.

## Fordítás
- Ez a szócikk részben vagy egészben  a   David Webster (anthropologist) című angol Wikipédia-szócikk ezen változatának fordításán alapul.  Az eredeti cikk szerkesztőit annak laptörténete sorolja fel. Ez a jelzés csupán a megfogalmazás eredetét és a szerzői jogokat jelzi, nem szolgál a cikkben szereplő információk forrásmegjelöléseként.